# SNCASO SO.71
Le SO.71 est un projet de bombardier français conçu à la fin de la Seconde Guerre mondiale par la Société nationale des constructions aéronautiques du sud-ouest (SNCASO) pour répondre à un appel d'offres de l'armée concernant un bombardier lourd.

## Histoire
Le projet SO.71 fut élaboré dans le but de répondre au cahier des charges B6/R6. Dans cette compétition qui se déroula en 1944/1945, le projet de la SNCASO fut opposé entre autres au Nord 1800, au SNCAC NC.200, au SNCASE SE.2000 et à l'Arsenal VG.50. Pour ce projet la SNCASO se basa sur l'étude du SO.70, débutée sous l'occupation allemande. Celle-ci consistait en un quadrimoteur de transport long-courrier dont les études et la réalisation de deux prototypes avaient été l'objet de deux marchés officiels (2092/43 et 4477/44).
Malgré son armement important, la conception semblait obsolète vis-à-vis du projet proposé par la SNCAN. Le projet fut donc rejeté et les crédits suspendus fin 1946.

## Description
Le SO.71 devait être un quadrimoteur à ailes basse et empennage bidérive. Les ailes aurait été constituées d'une partie centrale rectangulaire et de demi-ailes trapézoïdales se terminant en arrondi et auraient été pourvue de volets de courbure. Concernant le fuselage, plusieurs solutions furent envisagées mais compte tenu des larges ouvertures de la soute et des tourelles, la construction monocoque semble avoir été abandonnée au profit d'une construction basée sur deux poutre longitudinales réunies par des entretoises et formant un caisson. Les postes de l'équipage devaient recevoir un blindage et même que les moteurs et les réservoirs. Le train d'atterrissage devait être tricycle et escamotable, et les roues des jambes principales devait être jumelées.
Concernant le groupe moto-propulseur, l'appareil devait recevoir des moteurs Gnome et Rhône 18R entraînant soit des hélices simple soit des hélices contrarotatives. L'installation de moteurs Hispano-Suiza 24Z ou 48Z dut un temps être envisagée puisque le SO.70 dont il dérivait devait en être équipé. Ces moteurs devait être alimentés par des réservoir placés dans les ailes et le fuselage d'une contenance totale de 14 000 l.
Concernant l'armement, l'appareil devait pouvoir emporter 16 t de bombes dans sa soute dont des bombes de 5,4 t. Pour sa protection il devait disposer de deux types d'armement dit de « défense rapprochée » et de « défense à grande distance ». L'armement pour la défense rapprochée était constitué de deux tourelles quadruples de 13 mm l'une dans le nez, l'autre dans la queue, et de deux postes latéraux équipés d'affûts doubles de 13 mm. L'armement à grande distance était constitué de canons de 30 mm groupés par deux et placés dans des tourelles éclipsables l'une dorsale et l'autre ventrale. Cet armement défensif important aurait nécessité 7 mitrailleurs portant l'équipage à 10 hommes alors que le cahier des charges en prévoyait 6. Il semblerait que la SNCASO aurait envisagé d'utiliser des tourelles télécommandées.

## Sources
- Jean Cuny, Les Avions de combat français 1944-1960, vol. 2 : Chasse lourde, bombardement, assaut, exploration, Paris, Éditions Larivière, coll. « Docavia » (no 30), octobre 1989, 279 p. (ISBN 978-2848900643, OCLC 36836833), p. 17-18

### Développement lié
SO.70 - SO.71 - SO.72

### Aéronefs comparables
- Breguet Bre 482
- Nord 1800